# اچ‌ام‌اس ای۱۱
اچ‌ام‌اس ای۱۱ (به انگلیسی: HMS A11) یک زیردریایی بود که طول آن ۱۰۵٫۲۵ فوت (۳۲٫۰۸ متر) بود. این زیردریایی در سال ۱۹۰۵ ساخته شد.